# Nederlands Genootschap van Hoofdredacteuren
Die Nederlands Genootschap van Hoofdredacteuren (Niederländische Gesellschaft von Chefredakteuren) ist ein Zusammenschluss von niederländischen Chefredakteuren, die für Zeitungen, Zeitschriften, Hörfunk und Fernsehen tätig sind.

## Geschichte
1959 wurde der Verein gegründet, der alleine Chefredakteure von Tageszeitungen umfasste. In den 1960er Jahren öffnete sich die Gesellschaft auch für stellvertretende Chefredakteure, anschließend kamen auch Chefredakteure der Wochenzeitungen und Magazine hinzu. 1999 folgte die Aufnahme von Vertretern aus dem Hörfunk und Fernsehen.
Die Gesellschaft äußerte sich von Zeit zu Zeit über den Journalismus betreffende Ereignisse und Entwicklungen, so beklagte sie 2001 die unzureichende Ausbildung von Journalisten. 2004 brachte sie ihre Besorgnis über das Image von Journalisten zum Ausdruck, das durch unzureichende Regelungen zur Offenlegung von Nebentätigkeiten in Mitleidenschaft gezogen werden könne. 2006 forderte sie die Freilassung zweier Journalisten von De Telegraaf, die wegen ihrer Weigerung ihre Quelle preiszugeben kurzzeitig inhaftiert wurden.
Seit 2006 ist die Gesellschaft Mitträger des Journalistenpreises „De Tegel“.

## Nederlands Genootschap van Hoofdredacteuren heute
Neben dem gegenseitigen Informationsaustausch unterhält die Nederlands Genootschap van Hoofdredacteuren Kontakte zu Berufsverbänden wie der „Nederlandse Vereniging van Journalisten“ (NVJ), „Nederlandse Dagbladpers“ (NDP), zu dem „Raad voor de Journalistiek“, niederländischen Kabinett und Königshaus sowie zu Hochschulen und Universitäten.
Derzeit sind etwa 100 Chefredakteure Mitglieder, es finden jährlich zwei Versammlungen statt. Vorsitzender ist seit April 2006 Arendo Joustra vom Magazin Elsevier. Die Verwaltung befindet sich Hilversum.